# Rondeletia glomerulata
Rondeletia glomerulata är en måreväxtart som först beskrevs av Jean-Baptiste de Lamarck och Jean Louis Marie Poiret, och fick sitt nu gällande namn av Spreng.. Rondeletia glomerulata ingår i släktet Rondeletia och familjen måreväxter. Inga underarter finns listade i Catalogue of Life.